# (11778) Kingsford Smith
(11778) Kingsford Smith (4102 T-3) – planetoida z pasa głównego asteroid okrążająca Słońce w ciągu 3,18 lat w średniej odległości 2,16 j.a. Odkryta 16 października 1977 roku.